# Mahmoud Al-Humayd
Mahmoud Al-Humayd (arab. ‏محمود آل حميد‎, ur. 5 września 1993) – saudyjski sztangista, olimpijczyk z Letnich Igrzysk Olimpijskich 2020.

## Kariera
Uczestniczył na mistrzostwach świata w 2014 roku, gdzie zajął 16 miejsce. Na Azjatyckich Igrzyskach Halowych i Sztuk Walki w 2017 roku, które odbyły się w Aszchabadzie w Turkmenistanie, zdobył brązowy medal w konkurencji 69 kg. W 2018 roku startował w biegu do 69 kg mężczyzn podczas igrzysk azjatyckich w Dżakarcie w Indonezji. W 2021 roku reprezentował Arabię Saudyjską na Letnich Igrzyskach Olimpijskich 2020 w Tokio, które odbyły się w Japonii. Startował w kategorii do 73 kg. W 2023 roku zdobył srebrny medal na igrzyskach panarabskich w Algierii.